# Simone Rozès
Simone Rozès (París, 29 de marzo de 1920) es una veterana magistrada francesa y la presidenta de la Corte de Casación de Francia de 1984 a 1988. Fue la primera mujer en ocupar este rango, el más alto de la judicatura francesa.

## Biografía
Simone Ludwig, casada con Gabriel Rozès, se licenció en derecho en 1945 antes de obtener un diploma de estudios superiores (DES) en derecho público y en economía política, además de  l'École libre des sciences politiques. Entre 1946 y 1949, comenzó a ejercer como abogada en París.
Primero fue destinada al Tribunal de Apelación de Bourges como juez suplente em 1949 y luego como agregada de pleno derecho en 1950 y, desde ese mismo año, es magistrada en comisión de servicio en el Ministerio de la Justicia. De 1958 a 1962, Rozès fue jefa del gabinete del Guardián de los Sellos, otro nombre que recibe el ministro de Justicia desde la antigüedad.
Simone lleva ejerciendo como jueza en el Tribunal de París desde 1962, se convirtió en vicepresidenta en 1969 y en 1973 fue llamada de nuevo al Ministerio de la Justicia para hacerse cargo de la dirección de la enseñanza supervisada (situación en la que un maestro instruye a un estudiante bajo la supervisión de un profesional cualificado).
En 1976, Simone Rozès fue nombrada presidenta del Tribunal de París; dejó este cargo en marzo de 1981 tras ser elegida como abogada general del Tribunal de Justicia de las Comunidades Europeas, actualmente Tribunal de Justicia de la Unión Europea.
El 10 de junio de 1981, fue designada miembro de la "Comisión de Valoración". Esta comisión, creada por el primer ministro Pierre Mauroy, tenía como misión elaborar un cuadro completo de la economía francesa y de aclarar las consecuencias de la política llevada a cabo anteriormente. Sin embargo, el 27 de julio de 1981, Simone Rozès dimitió tras  las declaraciones del ministro del Interior, Gaston Defferre.
Nombrada primera presidenta de la Corte de Casación de Francia en 1984, se le autorizó ejercer su derecho de jubilación el 30 de junio de 1988; desde entonces ha sido la primera presidenta honoraria.
De 1984 a 1987, Simone Rozès fue presidenta de la Société de législation comparée.
En 1993, fue nombrada miembro de la comisión de evaluación de la situación social, económica y financiera de Francia creada por el primer ministro Édouard Balladur y presidida por Jean Raynaud.
En 1994, presidió la comisión nombrada por el primer ministro Édouard Balladur sobre la lucha contra la corrupción.
En 1996, Simone Rozès fue nombrada por el ministro de Justicia Jacques Toubon miembro del Haut Comité consultatif para la reforma del proceso judicial presidido por Jean-François Deniau.
Simone Rozès también fue miembro de la Commission pour la prévention du crime, Justicia Penal del Consejo Económico y Social de las Naciones Unidas y presidenta de la Société Internationale de Défense sociale. Actualmente es presidenta honoraria.
Ghislaine Ottenheimer y Renaud Lecadre, en su obra Les Frères invisibles, aseguran que Simone Rozès nunca ocultó su compromiso con la francmasonería femenina.

## Condecoraciones
- Gran Cruz de la Legión de Honor, el 18 de abril de 2006[11]
- Oficial de la Orden Nacional del Mérito
- Oficial de la Órdenes de las Palmas Académicas
- Medalla de honor de la administración penitenciaria (bronce)
- Medalla de honor por la protección judicial de la juventud (bronce)
- Cruz de comendador de la orden del Mérito
- Doctor honoris causa de la universidad de Edimburgo

## Colaboración con asociaciones
Simone Rozès es presidenta de honor de la asociación Henri Rollet. Esta asociación, creada en 1914 y reconocida de utilidad pública en 1920, acoge y protege a jóvenes bajo protección administrativo o judicial en los servicios de sus establecimientos, situados en el departamento de Altos del Sena.

## Obras
- L'administration de la justice, La Documentation française, 1991
- Le juge et l'avocat, con Paul Lombard y Robert Laffont, 1992